# Souvenir (opera teatrale)
Souvenir: A Fantasia on the life of Florence Foster Jenkins è una commedia di Stephen Temperley sulla vita di Florence Foster Jenkins, nota soprattutto per essere stata il "peggior soprano di tutti i tempi".
La commedia ha debuttato al Lyceum Theatre di Broadway nell'ottobre 2005 ed è rimasta in scena per 68 repliche fino all'8 gennaio 2006; facevano parte del cast Judy Kaye nel ruolo di Florence e Donald Corren in quello del pianista Cosme McCoon. Per la sua performance, Judy Kaye fu candidata al Tony Award alla miglior attrice protagonista in uno spettacolo.